# Ladislav Josef Čelakovský

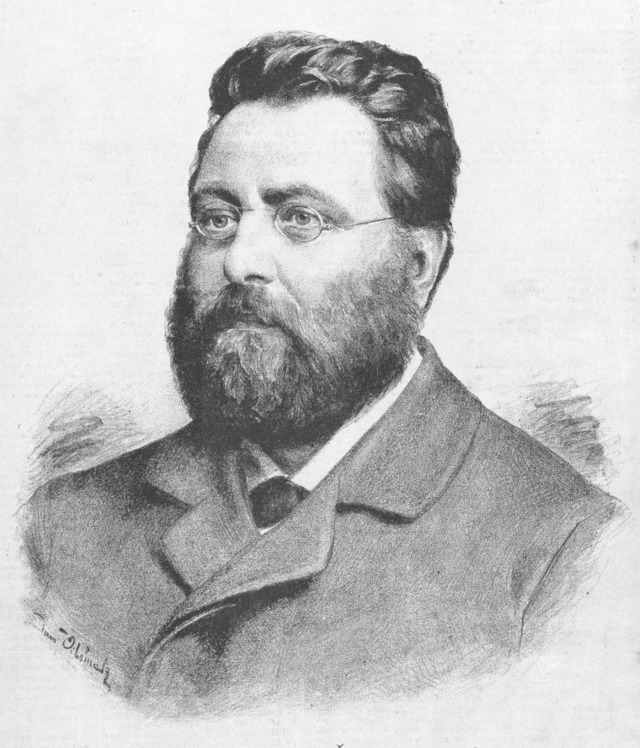
Ladislav Josef Čelakovský

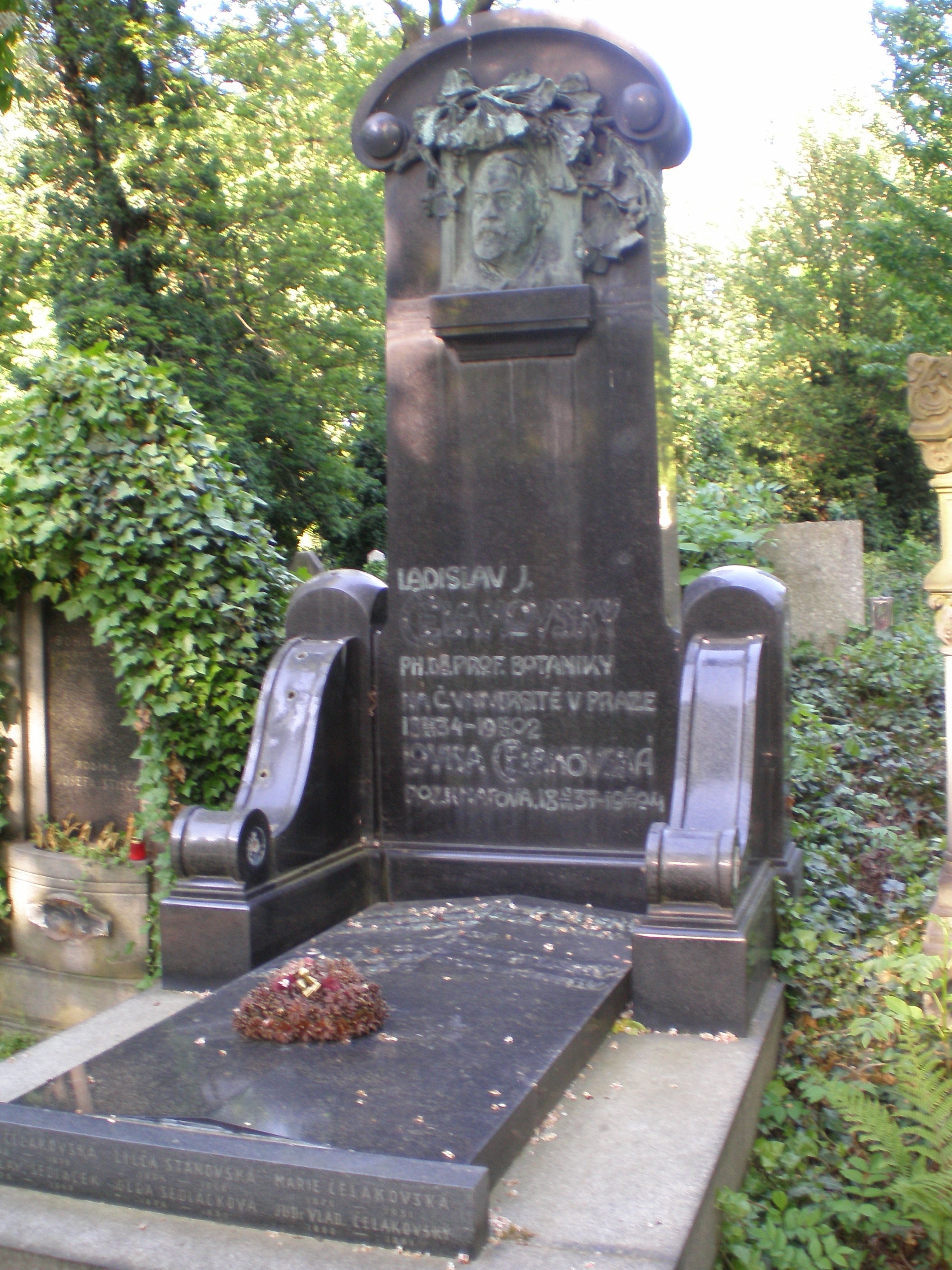
Čelakovskýs Grab in Prag

Ladislav Josef Čelakovský (* 29. November 1834 in Prag; † 24. November 1902 ebenda) war ein böhmischer, k. k. und k. u. k. österreichischer Botaniker. Er forschte vor allem an Fragen der Systematik und Morphologie der Pflanzen sowie an der Geschichte der tschechischen Botanik. Sein botanisches Autorenkürzel lautet „Čelak.“.

## Leben
Ladislav Josef Čelakovský war ein Sohn des tschechischen Dichters und Übersetzers František Ladislav Čelakovský. Er studierte an der Karls-Universität Prag. Seit 1860 arbeitete er am Nationalmuseum und hielt Vorlesungen an der Universität. Zwischen 1868 und 1883 arbeitete er an einer Flora von Tschechien, für die er viele Arten erstbeschrieb.
1877 wurde er in die Königliche böhmische Gesellschaft der Wissenschaften aufgenommen. Zwischen 1879 und 1900 forschte Čelakovský an der Morphologie und Physiologie der Sexualorgane der Nacktsamer. Seine Arbeiten wurden von Alexander Braun aufgenommen. 1880 wurde er zum ordentlichen Professor der Prager Universität ernannt.
Er ist der Bruder des Rechtshistorikers Jaromír Čelakovský (1846–1914) und der Vater des Botanikers Ladislav František Čelakovský (1864–1916).

## Dedikationsnamen
Ladislav Josef Čelakovský zu Ehren wurde eine Untergattung des Seidelbast (Daphne) Celakovskya benannt, aber auch einige Arten tragen seinen Namen:
- Erigeron celakovskyi Rohlena
- Astracantha celakovskyana (Freyn & Bornm.) Podlech
- Lathyrus celakovskyi Širj.
- Orchis celakovskyi Rohlena
- Pulsatilla celakovskyana Domin
- Thymus celakovskyanus M.Schulze